# Cidade Oculta
Cidade oculta é um filme policial brasileiro de 1986 dirigido por Chico Botelho.

## Sinopse
Anjo (Arrigo Barnabé), depois de cumprir 7 anos na cadeia, reencontra seu antigo comparsa, agora chefe de uma organização, e se vê às voltas com a estrela do submundo Shirley Sombra (Carla Camurati), além de arrumar inimizade com um policial corrupto (Cláudio Mamberti).

## Elenco
- Arrigo Barnabé: Anjo
- Carla Camurati: Shirley Sombra
- Cláudio Mamberti: Ratão
- Celso Saiki: Japa
- Jô Soares: Riperti

## Prêmios e indicações

### Prêmios
Rio Cine Festival 1986
- Melhor Filme[2]
- Melhor Diretor: Chico Botelho[2]
- Melhor Ator Coadjuvante: Cláudio Mamberti[2]
- Melhor Música Original: Arrigo Barnabé[2]
- Melhor Fotografia[2]

## Trilha sonora
Faixas
- 1) Ronda 2 (Carlos Rennó, Arrigo Barnabé): Tetê Espíndola
- 2) Video game (Arrigo Barnabé): Vânia Bastos
- 3) Shirley Sombra (Arrigo Barnabé): Ana Amélia, Tetê Espíndola, Vânia Bastos, Sossega Leão
- 4) Mente, mente (Robinson Borba): Ney Matogrosso
- 5) Cidade oculta (Roberto Riberti, Arrigo Barnabé, Eduardo Gudin): instrumental
- 6) Pô, amar é importante (Hermelino Neder): Tetê Espíndola
- 7) Pregador maldito (Paulo Barnabé): Patife Band
- 8) Poema em linha reta - Balada do Ratão (Fernando Pessoa, Arrigo Barnabé): Patife Band
- 9) Flash back (Arrigo Barnabé): instrumental
- 10) Cidade oculta (Roberto Riberti, Arrigo Barnabé, Eduardo Gudin): instrumental